# RusBase
RusBase è un sito web dedicato ai tornei di scacchi ed altri eventi scacchistici svoltisi in Unione Sovietica e in Russia dal 1920 al 1994. La pubblicazione è in russo ed è disponibile anche in inglese.
Sono riportati dati storici e le tabelle complete di moltissimi tornei, sia individuali che a squadre, giocati a vari livelli, da quello nazionale a quello di club. Particolarmente curata risulta essere la sezione dedicata ai Campionati sovietici, riportante anche i risultati dei tornei di qualificazione (quarti di finale e semifinali).
Il sito è organizzato nelle seguenti sezioni:
- Campionati sovietici
- Campionati delle Repubbliche dell'ex Unione Sovietica
- Campionati a squadre dell'Unione Sovietica
- Tornei zonali
- Tornei locali di importanza nazionale o internazionale
- Match individuali
- Match a squadre
- Campionati di club [1]
- Biografie di giocatori sovietici e russi [2]

Il sito è stato creato ed è continuamente aggiornato da Alexey Popovsky, residente a Magnitogorsk.
È possibile scaricare gratuitamente le partite di ogni torneo nel formato PGN.